# Actinodaphne mushaensis
Actinodaphne mushaensis (Hayata) Hayata – gatunek rośliny z rodziny wawrzynowatych (Lauraceae Juss.). Występuje naturalnie na Tajwanie. 

## Morfologia
PokrójZimozielone drzewo. Młode pędy są silnie owłosione i mają brunatną barwę.
LiściePrawie okółkowe, zebrane po 6–7 przy końcu gałęzi. Mają odwrotnie jajowato eliptyczny, lancetowaty lub podłużny kształt. Mierzą 6–12 cm długości oraz 1,5–3 cm szerokości. Nasada liścia jest klinowa. Blaszka liściowa jest o krótko spiczastym wierzchołku. Ogonek liściowy jest owłosiony, ma żółtawą barwę i dorasta do 8–12 mm długości.
KwiatySą niepozorne, rozdzielnopłciowe, zebrane po 4–6 w baldachy, rozwijają się w kątach pędów lub na ich szczytach.
OwoceMają kształt od kulistego do elipsoidalnego, mają czarną barwę.

## Biologia i ekologia
Rośnie w wiecznie zielonych lasach. Występuje na wysokości powyżej 1000 m n.p.m. Kwitnie we wrześniu.